# Záhada na zámku Styles
Záhada na zámku Styles (The Mysterious Affair at Styles) je první detektivní román anglické spisovatelky Agathy Christie. Vznikl v průběhu první světové války a poprvé vyšel v říjnu roku 1920 ve Spojených státech, kde ho vydal John Lane. V lednu 1921 se objevil též na pultech knihkupců ve Spojeném království.
Záhada na zámku Styles je současně prvním z řady autorčiných románů, v nichž vystupuje belgický detektiv Hercule Poirot. Podobně jako několik pozdějších knih s Poirotem, i tato je vyprávěna z pohledu jeho společníka Arthura Hastingse.